# Johann Friedrich Oberlin
Johann Friedrich Oberlin, född 31 augusti 1740 i Strassburg, död 1 juni 1826 i Waldersbach, var en tysk protestantisk präst och pedagog.
Oberlin verkade från 1767 som präst på landsbygden, i Waldersbach som ligger i området Steinthal/Ban de la Roche i bergmassivet Vogeserna, nära den fransk-tyska gränsen (idag på den franska sidan). Där tog han sig an befolkningens både andliga och mer världsliga behov. Han ordnade traktens skolväsen, och blev tillsammans med sin medhjälpare Luise Scheppler (1763-1837) banbrytande för småbarnsundervisningen. Han var den förste som inträttade barnkrubbor, gav uppslag till för trakten inkomstbringande industri och var allmänt en föregångare inom kristlig social verksamhet.